# Bienal do Livro do Amazonas
As Bienais do Livro fazem parte do calendário de eventos culturais de grandes capitais, onde reune grandes personalidades do mundo literário, promove debates, encontros culturais e diversão aos visitantes. Manaus foi a quinta cidade no País a sediar um evento deste porte e a primeira na região Norte.

## Histórico
A Primeira Bienal do Livro do Amazonas ocorreu entre 27 de abril a 06 de maio de 2012, no Studio 5 Festival Mall Manaus - Centro de Convenções, com patrocínio da Secretaria de Estado da Cultura do Amazonas, patrocínio da visitação escolar da Eletrobras, apoio cultural da Secretaria de Estado de Educação do Amazonas, apoio institucional do Sindicato Nacional dos Editores de Livros (SNEL) e realizado pela Fagga Eventos. O evento integrou o programa Mania de Ler, criado para despertar e fomentar o hábito da leitura e da educação no estado.
Cerca de 60 expositores, 50 autores e pelo menos 200 mil visitantes movimentaram o evento e o mercado editorial na cidade. Ao todo, durante a 1ª Bienal do Livro Amazonas, foram realizadas 96 sessões culturais e literárias, com 93 convidados - entre autores, mediadores, curadores e atores - que marcaram presença nos quatro espaços de atividades: Tacacá Literário, Livro Encenado, Floresta de Livros e Território Livre.
A Bienal do Livro trabalha dentro de um formato que é sucesso desde 1985 quando aconteceu a primeira edição no Rio de Janeiro. O evento contou com alguns espaços que são sucesso de público e crítica em todo o país. Contudo, para o Amazonas, a feira adaptou suas programações culturais para uma melhor identificação com a cultura do Norte do país. Uma das principais atrações chegou ao Amazonas com o nome regionalizado: Tacacá Literário. Ao invés do tradicional cafezinho, a iguaria emprestou o nome à sala de visitas e principal carro-chefe da atração, onde o público pode se aproximar de grandes autores, jornalistas e personalidades para um bate-papo informal. O angolano Valter hugo mãe e a chilena Carola Saavedra foram um dos destaques internacionais da bienal.